# Scheuring
Scheuring er en kommune i Landkreis Landsberg am Lech, Regierungsbezirk Oberbayern i den tyske delstat Bayern. Den er en del af Verwaltungsgemeinschaft Prittriching.

## Geografi
Scheuring ligger i Region München, lidt øst for floden Lech.